# Donald Bailey
Donald Coleman Bailey (Roherham, 15 settembre 1901 – Bournemouth, 5 maggio 1985) è stato un ingegnere britannico, ideatore del ponte Bailey.

## Biografia
Nato a Roherham (Yorkshire), frequentò la Leys School e per un periodo la Sheffield University. 
Era un dipendente civile del British War Office quando presentò il suo progetto per un ponte da costruirsi con elementi modulari e che fosse possibile montare solo con squadre di uomini muniti di attrezzi semplici.

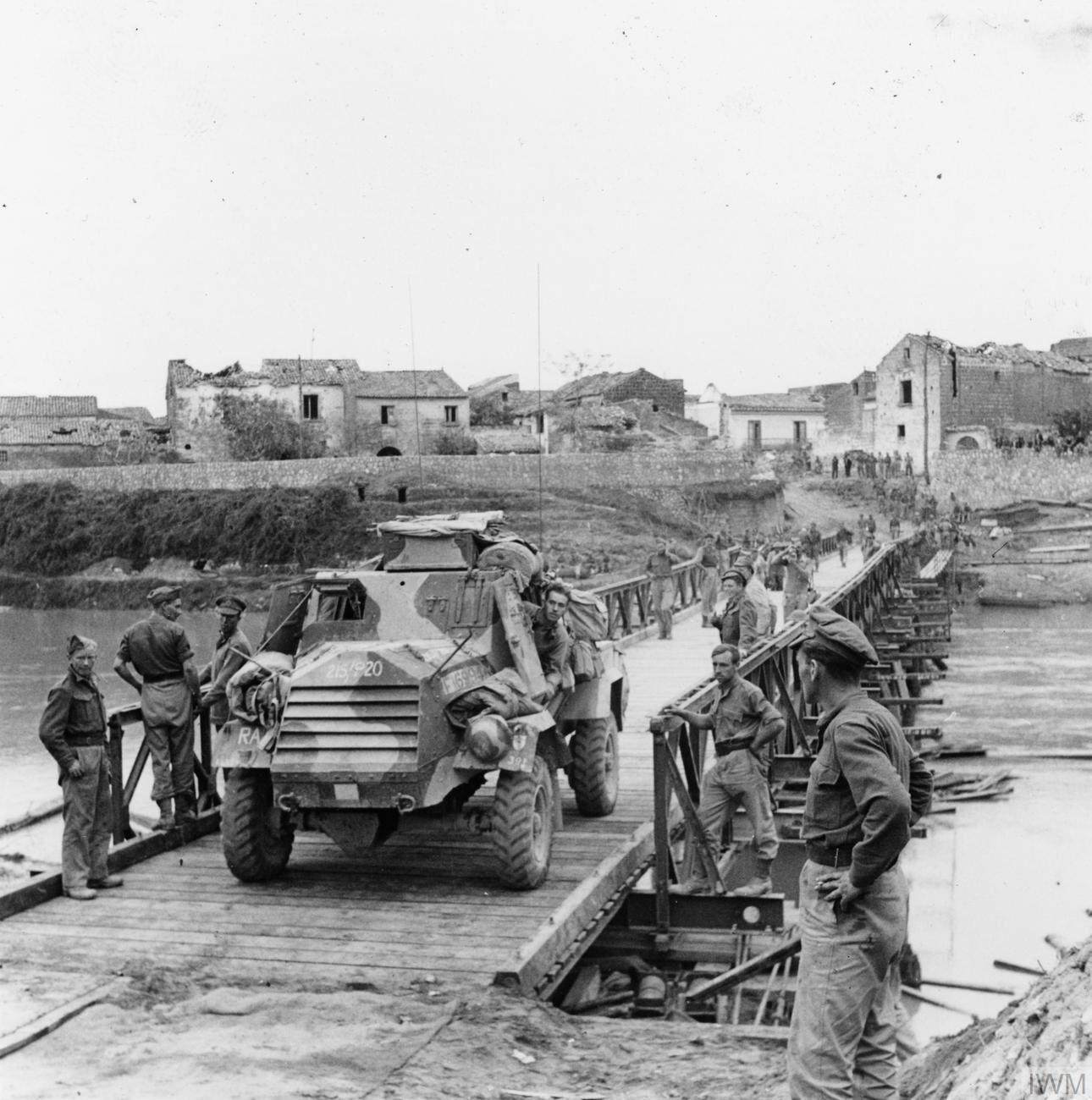
Un veicolo da ricognizione Otter attraversa un ponte Bailey sul fiume Volturno a Grazzanise nel 1943

La sua intuizione ebbe molti usi durante la seconda guerra mondiale e Donald fu insignito del titolo di cavaliere (sir) nel 1946, proprio grazie alla tipologia di ponte da lui inventata e che prese il nome di Ponte Bailey in suo onore. 
Ha vissuto tranquillamente a Bournemouth, nel Dorset, fino alla sua morte.